# Watkinsville
Watkinsville è una città degli Stati Uniti d'America, situata in Georgia, nella Contea di Oconee, della quale è il capoluogo.